# Loch Dornal
Loch Dornal är en sjö i Storbritannien.   Den ligger i riksdelen Skottland, i den centrala delen av landet, 500 km nordväst om huvudstaden London. Loch Dornal ligger 145 meter över havet.I omgivningarna runt Loch Dornal växer i huvudsak blandskog.